# Alf’s Button (1920)
Alf’s Button (zu Deutsch: Alfs Knopf) ist eine britische Fantasy-Komödie aus dem Jahr 1920. Der Stummfilm beruht auf dem im selben Jahr erschienenen gleichnamigen Roman Alf’s Button von William Aubrey Darlington.

## Handlung

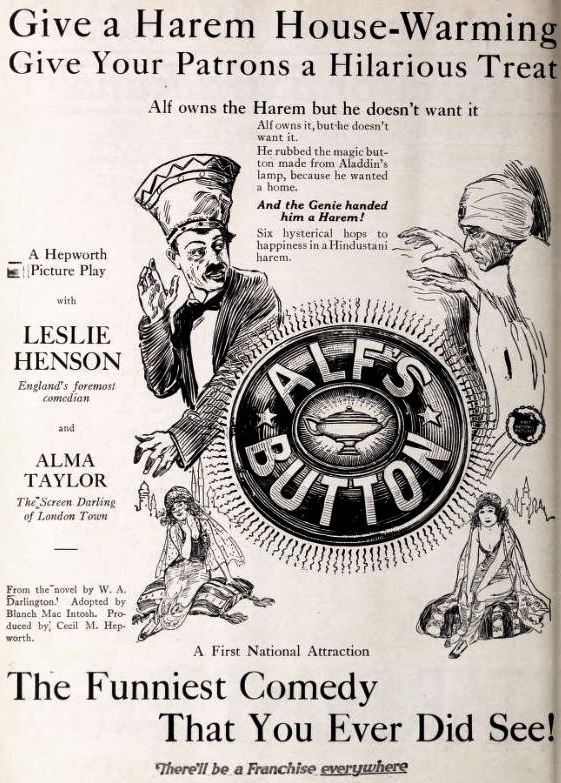
Werbung für Alfs' Button, 1922.

Der Soldat Alf entdeckt, dass er einen Messingknopf besitzt, der, wenn er ihn reibt, den Dschinn Eustace herbeiruft. In den Schützengräben des Ersten Weltkriegs bringt der Geist Alf und seinem Freund Bill hübsche Haremsdamen, Bier, ein Bad und alles, was das Herz begehrt. Schließlich wird Alf aus der Armee entlassen und heiratet Liz, die den Knopf an den Geist zurückgibt.

## Hintergrund

### Tausendundeine Nacht / Aladdin
Der Film bzw. Roman adaptiert Elemente der Tausendundeine-Nacht-Erzählung Aladin und die Wunderlampe (ANE 346, → Tausendundeine Nacht – Liste der Geschichten).

### Ideenplagiat von 'The Brass Bottle'
Die Grunderzählung des Films bzw. Romans ist ein Ideenplagiat, das auf dem im Jahr 1900 erschienenen Roman The Brass Bottle von Thomas Anstey Guthrie beruht, der mehrmals verfilmt wurde (→ The Brass Bottle (1914), The Brass Bottle (1923) und Mein Zimmer wird zum Harem (1964)).

## Rezeption
„Als Alf’s Button seinen enormen Erfolg hatte, zuerst als Roman und dann als Film, war es erstaunlich, dass niemand, soweit ich mich erinnere, darauf hinwies, dass es alles F. Ansteys Buch The Brass Bottle verdankte... Ansteys Horace Ventimore wollte einfach nur von dem elenden Dschinn wegkommen, der ihm ständig Kamelle voller Rubine schenkte, Alfs Phantasie ging nicht weiter als bis zu Odalisken und Bierkrügen...“ - George Orwell, 1941.

## Weitere Verfilmungen
1930 wurde Alf’s Button erneut verfilmt (→ Alf’s Button (1930)), 1938 folgte in einem Marine-Setting die erneute Verfilmung Alf’s Button Afloat.

## Sonstiges
Der Film gilt als verschollen.